# Joanie Madden
Joanie Madden (New York, 3 febbraio 1958) è una flautista di musica celtica statunitense di origine irlandese.

## Biografia
Joanie Madden è nata nel Bronx da immigranti irlandesi. Suo padre, Joe Madden, era un fisarmonicista di successo, essendo stato ammesso nel 1992 nella Hall of Fame della Comhaltas Ceoltóirí Éireann. Il suo primo strumento è stato il pianoforte, ma ben presto lo lasciò per dedicarsi completamente al flauto irlandese (tin whistle). Nel 1983, all'età di 25 anni, diventò il primo cittadino americano a vincere il "Senior All-Ireland Championship" per il tin whistle. Subito dopo Mick Moloney la contattò per suonare in una serie di concerti chiamata "Cherish the Ladies", che poi diventò una band con lo stesso nome guidata da lei stessa.
Da allora si è esibita in concerto ed ha registrato album con diversi altri musicisti. La maggior parte dei suoi brani si colloca all'interno della musica tradizionale irlandese ma ha prodotto anche parti di colonne sonore di film e collaborato con artisti di stili musicali diversi, tra cui Sinéad O'Connor e Pete Seeger.
Nel 2011 Joanie Madden ha ricevuto la Ellis Island Medal of Honor in riconoscimento del suo valore artistico e del suo sostegno alla musica e alla cultura irlandese-americana.

## Discografia parziale

### Come solista
- Whistle on the Wind (1994)
- Song of the Irish Whistle (1996)
- Song of the Irish Whistle, Vol. 2 (1999)

### Con il gruppoCherish the Ladies
- Cherish the Ladies: Irish Women Musicians in America (1985)
- Fathers And Daughters from Cherish the Ladies: Irish Traditional Music in America (1985)
- The Back Door (1992)
- Out and About (1993)
- New Day Dawning (1996)
- Live! (1997)
- One and All: The Best of Cherish the Ladies (1998)
- Threads of Time (1998)
- At Home (1999)
- The Girls Won't Leave the Boys Alone (2001)
- Across the Waves (2004)
- On Christmas Night (2004)
- Woman of the House (2005)
- A Star In The East (2009)